# Origo.hu
Az Origo.hu – vagy csak Origo – Magyarország egyik legismertebb kormányközeli, dezinformációs hírportálja. Az oldalon számos témakörben olvashatók cikkek, a politikától és gazdaságtól kezdve a kultúrán és sporton át a bulvárig. Jellemzői a Fidesz kritikátlan támogatása, az orosz propaganda átvétele, a hírek elhallgatása, a számtalan elvesztett sajtóper.

## Tulajdonosi körök
Kezdetben a Matáv, majd utódcége, a Magyar Telekom birtokolta a tulajdonosi jogokat 2015-ig, amikor is eladta a portált.
Kiadója jelenleg a New Wave Media Kommunikációs és Szolgáltató Kft., melynek tulajdonosa a Fidesz-kötődésű Közép-Európai Sajtó és Média Alapítvány. Egykori kiadója a Magyar Telekom tartalomszolgáltatási területtel foglalkozó leányvállalata, az Origo Média és Kommunikációs Zrt., majd a New Wave Media Group volt.
2014 óta kormányzati kötődésű médiává vált, miután a harmadik Orbán-kormányhoz közeli személyek érdekeltségébe került.

## Története

### 1997–2016: Magyar Telekom (Matáv) tulajdonosi időszaka
1997 májusában kezdődtek az előkészületek. A Magyar Narancsból akkor kivált négyes (Nádori Péter, Pohly Ferenc, Simó György és Weyer Balázs) megbízást kapott a Matávtól arra, hogy a cég hogyan tudná az akkor újdonságnak számító internet lehetőségeit kiaknázni. Május 1-jétől 31-ig elkészítettek egy hosszabb tanulmányt, ami alapján a Matáv vezetése úgy döntött, létrehoznak egy szervezeti egységet a vállalaton belül, amely a cég saját tartalmi szolgáltatását készíti elő. Ennek eredményeképpen egy évvel később, 1998-ban elindult az Origo. Magát a nevet azért választották, mert már induláskor egy központi lapot akartak létrehozni, amit az emberek kezdőlapként használnak.
Ezzel egy időben elindult egy keresőoldal, az Altavizsla, amely pár hónapon belül összeforrt az Origóval.
Az alkotók már a kezdetektől egy olyan oldalt akartak készíteni, amelyben szerkesztett tartalmat és egyéb szolgáltatásokat is ötvöznek. Ezért vásárolták fel néhány hónappal később a Freemail levelezőprogramot is 1999-ben. Ugyanebben az évben fejlesztették ki az oldal szoftverbázis szolgáltatását is. Az oldal létrehozásánál példaként külföldi (legfőképpen amerikai) internetes portálokat vettek figyelembe, például a Yahoo, az AOL vagy az Altavista. Ezen oldalak arculatát nem használták fel, az Origót saját maguk fejlesztették ki, csupán az Altavistával kötöttek szerződést, ugyanis az Altavizsla keresőprogram az Altavista keresőmotorját használta.

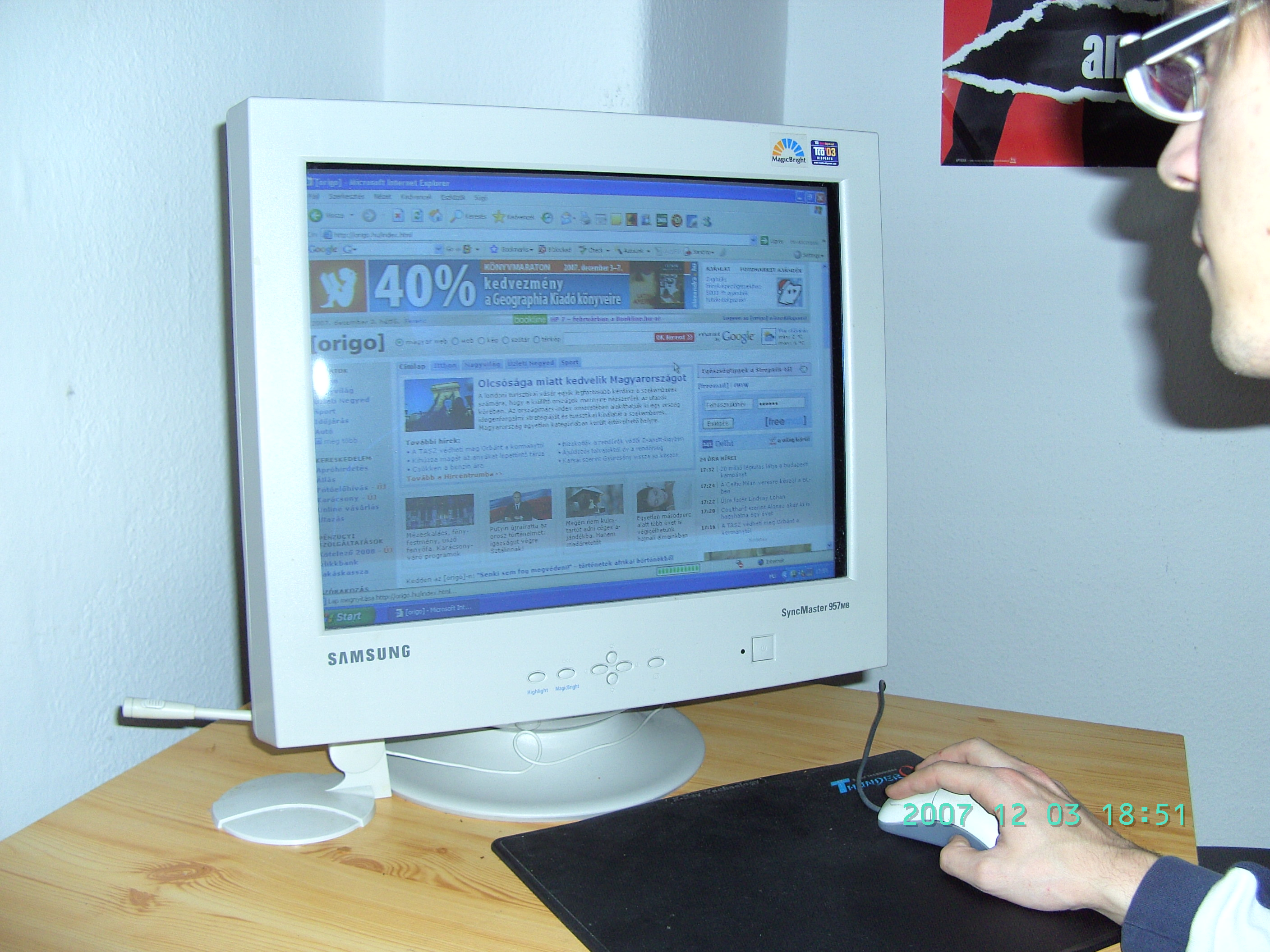
A hírportál és egyik olvasója 2007-ben

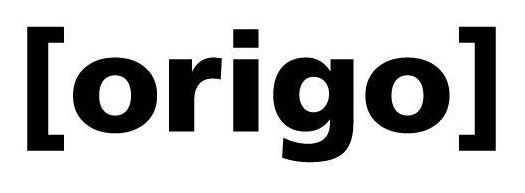
A 2013-ig használt logó

Az induló rovatok a következők voltak: belföld, külföld, sport, technika, gazdaság, tudomány és női rovat. 1999-ben indult a szoftverbázis, majd később folyamatosan bővült: filmklub, erotika, zene, autó, tv, egészség, állás, ingatlan, babázó, utazás, és az addig meglévő rovatok is sokat bővültek.
A portál főszerkesztője 2000-ig Nádori Péter volt, akit ezután a korábban az üzleti negyedért és fejlesztésekért felelős szerkesztő, Weyer Balázs váltott.
Ebben az évben vált a portál a leglátogatottabb oldallá Magyarországon és egy új, portálszerűbb arculatot is kapott. Szintén ebben az évben indították el az oldal autós rovatát is. A 2001-es évben a szeptember 11-ei események nagyban megnövelték az oldal látogatottságát, és egy újabb arculatváltás történt.
2006-ban megvásárolták az iWiWet, és egy blogos, videómegosztó funkciót is létrehoztak. 2007 januárjában teljesen új arculatot kapott az oldal, és a Google-lel is szerződést kötöttek, így azóta már új keresőmotort használnak. Megjelent egy-két új funkció is: a megjelenő cikkeket értékelni lehet, és a cikkek után hozzászólásokat is lehet fűzni hozzájuk a blogter.hu felületén.
Kezdetekben a jelenleginél jóval kisebb, 9 fős szerkesztőség működött. A mai[mikor?] szerkesztőség összesen 95 főből áll, aminek kb. 40%-a belső, 30%-a külső munkatárs, a maradék 30% pedig hírügynökségi vagy céges „beszállító”. Külső munkatársakat kizárólag a cég keres, és jellemzően állandó külsősök dolgoznak náluk.
Nádori Péter hosszabb kitérő után, 2008-ban tért vissza a portálhoz.
2009 szeptemberében új megjelenést kapott a portál. Az új verzióban a címoldal a korábbinál több belső tartalom felé mutat közvetlenül.
2010. február 1-jétől a korábban az Index-nél dolgozó Vaszily Miklós lett a lapot kiadó Origo Zrt. vezérigazgatója. A feladata a portál és kapcsolt részei (pl. iWiW) nyereségessé tétele, a hirdetési bevételek növelése lett. 2010–11-ben több indexes újságíró átjött a laphoz.
2011. augusztus végén ismét megújult a dizájn. Nagy képes cikkajánló, egységesített méretű képek, több szín és szellősebb hasábok mellett személyre szabható lett a címlap tetején lévő cikkajánló. A saját fejlesztésű megjelenést szemkamerával is tesztelték.
2011. szeptember 29-én váratlanul bejelentették, hogy november 2-án közös megegyezéssel távozik Weyer Balázs főszerkesztő és Nádori Péter; előbbi helyét az indexes Gazda Albert vette át.
2013. június 4-én megváltozott a hírportál arculata, a logójából elhagyták a szögletes zárójeleket is.

#### Erősödő kormányzati nyomásgyakorlás
2013 novemberétől Sáling Gergő volt az Origo főszerkesztője, a 2014-es országgyűlési választásokat követően azonban az Origo működésébe is egyre nyíltabban beavatkozott a politika, ennek jeleként érzékelték, mikor Sáling 2014 nyarán távozott. Sáling menesztését a megváltozott médiafogyasztási szokásokkal indokolták, de a váltást hírek szerint a választást megnyerő Fidesz miniszterelnökségi miniszterének, Lázár Jánosnak külföldi hotelszámlájáról szóló cikke váltotta ki (aminek az adataihoz csak peres úton sikerült hozzáférni). Értesülések szerint Lázár már 2013-ban megegyezett az Origo Zrt.-t tulajdonló Magyar Telekom akkori igazgatójával, hogy cserébe az állam által biztosított frekvenciákért, melyek létfontosságúak voltak a Telekom elsődleges bevételeihez, a Telekom odahat az Origóra, hogy kevésbé legyen kormánykritikus. A politikai nyomásgyakorlás vádjaira csak cáfolatok érkeztek. Sáling távozásával a portál jelentős szerkesztői állománya is felmondott. 2014 júniusától Pálmai L. Ákos lett a főszerkesztő, aki az azt megelőző négy évben az Origo Zrt. televíziós és webvideó-üzletágát irányította.

### 2016–:  A New Wave Media / Mediaworks / KESMA részeként
2015-ben a Magyar Telekom meghirdette eladásra az Origót, miután a német anyacég Deutsche Telekom Európában mindenhol csökkentette médiaérdekeltségeit. Több médiacsoport is jelentkezett vásárlási szándékkal, de a cég végül az év végén a Száraz István vezette, VS.hu-t is birtokló New Wave Mediához került. A New Wave a cseh Bawaco médiabefektetőjé, amely Szemerey Tamáshoz, Matolcsy György jegybankelnök unokatestvérének érdekeltségéhez tartozik. A New Wave-hez hitelek és támogatások címén több mint 600 millió forint folyt be, mely a Magyar Nemzeti Bank hitelprogramjából és egyéb támogatásából származott. Pálmai L. Ákos a tranzakciót követően távozott az Origótól; helyét György Bence vette át.
2017 áprilisában Száraz kör-e-mailben tudatta, hogy az Origo Media nevet változtatott New Wave Media Group Zrt.-re. Ugyanekkor, április 13-án az Anonymus hackercsoport a portál összes cikke alatt kommentek ezreit jelentette meg, ezzel a szöveggel: „Nem tágítunk innen, amíg az origo ki nem vonszolja magát a kormánypártok végbeléből, és az egész putyinista propagandaoldal be nem zárja kapuit.” Az Origón ezután megszüntették a kommentelés lehetőségét, amit azóta sem állítottak vissza.
2017. június 28-án adták hírül, hogy az Origo Matolcsy Ádámhoz, Matolcsy György jegybankelnök fiához került, miután Száraz eladta a New Wave Media Group Zrt.-t a Matolcsy Ádám tulajdonában lévő Magyar Stratégiai Zrt.-nek. Kiderült az is, hogy az Origo „E-mail 2.0” nevű projektjére 340 millió forint vissza nem térítendő támogatást kapott. Matolcsy Ádám szerint tévesek a vádak, miszerint az Origo a tulajdonosváltások során egyre inkább kormánypropagandát közvetít; szerinte ez egy lejáratókampány része. Az Együtt párt közleménye szerint Matolcsy György fiának Orbán Viktor miniszterelnök és Matolcsy György jegybankelnök tették lehetővé a vásárlást azzal, hogy hozzáférést biztosítottak neki adófizetői pénzhez, állami banki hitelhez és más támogatásokhoz, mert a Fidesz csak pórázon tartott sajtót képes elviselni, ezért csináltak az ország egyik legszínvonalasabb internetes oldalából is silány propagandaoldalt.
2017 szeptemberében a Fidelitas két volt tagja, Bordács Bálint és Both Hunor tűnt fel a lap impresszumában mint belpolitikai újságírók. Szeptember 21-én György Bence távozott az Origo éléről. 2017 októberére hivatalosan már Száraz is kikerült a New Wave Media Group Zrt. vezetői közül, míg Matolcsy Ádám bekerült oda.
2017. december 31-i hatállyal az Origót működtető New Wave Media Group Zrt. a VS.hu-t működtető New Wave Production Kft.-vel együtt beolvadt eddigi anyavállalatába, a 2014-es alapítású New Wave Media Kommunikációs és Szolgáltató Kft.-be, amely mögött továbbra is a cseh Bawaco áll. A két jogelőd vállalkozás ezzel önálló entitásként meg is szűnt. A tranzakciót követően a jogutód kft., az egyesített vállalkozás jegyzett tőkéje a korábbi 3 millió forintról 340 millió forintra nőtt, ugyanakkor megmaradtak a banki zálogjogok is. Az is kiderült, hogy a portál elköltözik a Montevideo utcai irodáiból.
2019 tavaszán, miután a Google DNI-pályázatán pénzt nyert az Origót tulajdonló New Wave Media Group is, az amerikai cég visszavonta a támogatást a kormánybarát portáltól.
2020 márciusában kiderült, hogy az internetes lap szerkesztősége nem önálló, a portált részben a szerkesztőségen kívüli személyek készítik, felügyelik és irányítják. Gábor László főszerkesztő ugyanis egy becsületsértési ügyben indított nyomozás során – ami Donáth Anna momentumos EP-képviselő állítólagos zaklatásáról megjelent cikke miatt indult – tanúként azt vallotta, hogy nem tudja, ki írta a lapjában megjelent becsületsértő cikket, és azt sem, hogy ki döntött a közléséről. Hasonló indokok miatt nem derült ki, hogy ki írta a Hadházy Ákost érintő névtelen lejáratócikkeket, melyek az Origón is megjelentek, a rendőrség ez ügyben pedig elfogadta a portálok azon életszerűtlen indokait, miszerint „a cikket többen írták, és a szerkesztőségi rendszerük ilyen esetben nem alkalmas arra, hogy a cikk szerzőit beazonosítsák.” (Ugyanakkor egy bloggert letöltendő szabadságvesztésre ítéltek a Facebookon megjelent, rendőri vezetőket durván bíráló névtelen bejegyzések miatt.)
2021. március 15-én Kovács András, a portál újságírója „a hiteles hírközlés igénye mellett a keresztény, konzervatív értékek következetes képviseletére is nagy hangsúlyt fektető, magas színvonalú újságírói tevékenysége elismeréseként” kapta meg a Magyar Ezüst Érdemkereszt polgári tagozatának kitüntetését Áder Jánostól Orbán Viktor javaslatára, miközben Kovácsot 2020 nyarán első fokon bűnösnek találták nagy nyilvánosság előtt elkövetett rágalmazás vétségében. A vétséget utóbb a Kúria is megerősítette.
2021. szeptember 9-én a kormány több kormányközeli médiummal együtt az Origót is kitüntette az „Érték és Minőség Nagydíj  Pályázat Kommunikációért Nívódíjával”.
2022. szeptember 30-án a New Wave Media Group Kft. beolvadt a Mediaworks Hungary Zrt.-be.
2025-re a portál az átszervezések következtében fajsúlyát vesztette és az egyetlen ismertebb sajtómunkása, Kovács András is bejelentette távozását a portáltól, rajta kívül még legalább 16-an távoztak. Közben Gábor László korábbi főszerkesztő utódja, Leitner Attila is távozott fél év után 2025 tavaszán, ezért a helyére Pósa Árpád került az év áprilisában.

## Tartalom és hírek
A 2016-os tulajdonosváltást követően a hírportál kormányzati propagandafelületé vált.

### Távozások nem politikai rovatoktól
2017 elején több korábbi munkatárs is távozott az Origótól: voltak, akiket kirúgtak, és voltak, akik szolidaritásból mondtak fel. Értesülések szerint erre a portál megváltozott, kormánybarát hangneme miatt került sor. Mártha Bence, a sportrovat korábbi újságírója úgy fogalmazott, hogy „hitvány hazugsággyárat csináltak a lapból”, amivel az Origo elvesztette a hitelét és a karakterét, így pedig az olvasottságát és elérhetőségét is, Birkás Péter, az Origo techrovatának volt újságírója pedig szintén nyíltan kijelentette, hogy az oldal értelmetlen szervilizmusa miatt mondott fel.
2017. október 12-én az Origo filmrovatának teljes stábja bejelentette felmondását, amiért Bordács Bálint tudtukon kívül egy „migránsozó” kritikát jelentetett meg két filmről, amely a harmadik Orbán-kormány migránsellenes kampányával vállal közösséget. A rovat volt dolgozói hangsúlyozták, hogy teljesen elzárkóznak ettől a szellemiségtől.

### A migránshelyzet megjelenítése
2018. március 1-jén a kolozsvaros.com-on Tamás Róbert cikkében rámutatott, hogy az Origo hazugságok tudatos terjesztésével uszító propagandát folytat a migránsok ellen. A hírportál ugyanaznap Angela Merkel németországi no-go zónákról szóló kijelentéséről is máshol készült fényképeket felhasználva tudósított. Több alkalommal egy Brazíliában készült fényképpel „illusztrált” a Nyugat-Európát elárasztó „migránsokról” vagy a „Soros-tervről” szóló beszámolókat. Más alkalommal is előfordult, hogy a híroldal máshol és más személyről készült képpel illusztrált egy hírt. A migránsokkal kapcsolatos hírek az országgyűlési választás előtti hetekben még nagyobb hangsúlyt kaptak az oldalon.
A Fidesz bevándorlásellenes kampányát támogatva külföldi híreiben jellemzően negatív felhangú tudósításokkal mutatja be a közelmúltban Nyugat-Európába vándorolt migránsokat (terror, bűncselekmények stb.), illetve olykor átalakítja a külföldi médiákban megjelent, ezzel kapcsolatos híreket a negatív kampány érdekében.

### Lejárató cikkek különböző szereplők ellen
Közben a portál további valótlanságokat tartalmazó cikkeket közölt, főleg migrációval és ellenzéki politikai szereplőkkel kapcsolatban. 2018-ban csak Juhász Péterről, a közben megszűnt Együtt párt volt elnökéről 27 valótlan cikket közöltek, amint ezt időközben a Fővárosi Ítélőtábla jogerős ítéletében megállapította.
A portál a 2021. januári 6-i, Donald Trump keltette washingtoni rendbontások nyomán Trump utódát, Joe Bident próbálta bűnbakként beállítani.
A portál 2021 októberében az akkor bemutatott, politikai propagandával vádolt Elk*rtuk című film kapcsán jelentetett meg részrehajló, egyértelműen kormányoldallal szimpatizáló, a filmet kritizálókkal szemben alpári hangot megütő cikkeket – ugyancsak szerző nélkül.
Szintén szerző nélküli volt az a Bige László vállalkozót lejáratni kívánó, hangulatkeltő cikk, ami azután jelent meg, hogy Bige konfrontálódott a kormánnyal, és jelezte, hogy akár támogatná is az ellenzéki miniszterelnök-jelöltet, Márki-Zay Pétert.
Előfordult, hogy az ellenzéki miniszterelnök-jelöltekről és családjukról, így például Márki-Zay Péter feleségéről valótlan, lejárató rágalmakat állított.

### Az orosz kormányzati narratíva hangsúlyozása
Az orosz–ukrán háború 2022. február 24-i kitörése után – más kormánypárti médiumhoz hasonlóan – egyre inkább ukránellenes és oroszbarát hangot ütöttek meg a háborúval kapcsolatos cikkei. Júniusban már egyenesen „Bejelentés: elkezdődött a harmadik világháború” címen jelent meg álhír a konfliktus kapcsán, amiről kiderült, hogy több mint egy héttel korábban hangzott el egy orosz propagandistától.

### 2022-es újpesti időközi választás tudósítása
A 2022. szeptember 25-én tartott újpesti időközi választás kapcsán röviddel urnazárás után arról jelent meg cikk a portálon, hogy „Óriási Fidesz-győzelem született Újpesten”, amit azonban nem sokkal később visszavontak; a választást egyébként az eredmények alapján az ellenzéki jelölt nyerte meg.

### A „dollárbaloldal”
2022. december 19-én egy leleplezőnek szánt cikk jelent meg, melyben arról értekeztek, hogy – a fideszes kötődésű médiumokban „dollárbaloldal” néven emlegetett ellenzék után – a kormánnyal kritikus sajtót „dollármédiaként” Soros György támogatásával működtetik. A cikkben főszerepet kapó Átlátszó.hu tételesen mutatta be a portál erőltetett „leleplezését”, amit egyértelműen hangulatkeltésnek szánt, a külföldi támogatásokkal ugyanis korábban már az Átlátszó is többször foglalkozott, sőt a kormányközeli médiumok saját kritikus véleményük megalkotásakor az Átlátszó információira is hivatkoztak, amit akkor hitelesnek fogadtak el.

### Sajtóperek
A portál a 2018-as országgyűlési választásokat követően – több másik kormányközeli médiummal együtt – számos helyreigazításra kényszerült, miután kiderült, hogy valótlanságokat állított ellenzéki pártokat és politikusokat érintő, azokat lejáratni kívánó cikkeiben. 2018-ban az Origót kötelezték a legtöbbször helyreigazítás közlésére.
A médium csak 2019-ben 33 helyreigazítási perből összesen huszonegyet veszített el. Ezzel a legtöbb pert vesztett médium volt ebben az évben, de 2020-ban, és 2022-ben is. 2023-ban és 2024-ben már „csak” a második legtöbb sajtópert vesztett médium lett a Magyar Nemzet után.
2023. május 27-én végül megjelent megfelelő módon az Origon az a Donáth Annától bocsánatot kérő közlemény is, amit egy Donáth valótlan zaklatásáról szóló 2019-es cikk miatt voltak kötelesek megjelentetni, ez azonban csak azután történt meg, hogy az álhír miatt ez év februárjában jogerős ítélet született a helyreigazításról, és a bocsánatkérés nehezen látható elhelyezése miatt már Kálmán Erika, az Origót kiadó Mediaworks vezérigazgatója is végrehajtási bírságot kapott. Egy Kálmán Olgáról szóló valótlan, szintén 2019-es cikk miatt is csak jogerős bírósági ítélet után, 2023 júniusában jelent meg helyreigazítás a portálon. Juhász Pétert, az Együtt korábbi politikusát érintő valótlan 2018-as cikkek miatt is 2023 júniusában jelent meg a portálon helyreigazítás 26 (!) ilyen cikk kapcsán.

## Főszerkesztők
- 1998–2000: Nádori Péter
- 2000–2011: Weyer Balázs
- 2011–2013: Gazda Albert
- 2013–2014: Sáling Gergő
- 2014–2016: Pálmai L. Ákos
- 2016–2017: György Bence
- 2017–2024: Gábor László
- 2024–2025: Leitner Attila[110]
- 2025–: Pósa Árpád